# Ай’Энсон, Чарли
Чарли Дин Ай’Энсон (англ. Charlie Dean I'Anson; род. 1 июля 1993, Лутон, Англия) — английский футболист, выступающий на позиции защитника в клубе «Хувентуд де Торремолинос».
Начинал свою карьеру в «Гримсби Таун», с которым выступал два года в Футбольной конференции, из которого в 2012 году перешёл в «Эльче», выступавший на тот момент в Ла Лиге.

## Биография
Чарли родился в Лутоне у родителей Кей и Дина и является болельщиком «Тоттенхэма». В семь лет, после проведённого отпуска в Малаге, его родители решили переехать туда жить, спустя год Чарли бегло разговаривал на испанском, занимался футболом в «Атлетико Бенамьель», где его одноклубником был Иско.
В возрасте 15 лет обратил на себя внимание скаутов «Ноттингем Форест», где ему предложили контракт резервиста, но он не захотел становится резервистом, сменив страну жительства, в которой живут родители, поэтому подписал контракт с «Гримсби Таун», где у него была возможность выступать в основном составе.
19 апреля 2011 года, в возрасте семнадцати лет, дебютировал в основном составе в матче с «Мансфилд Таун», забив гол на 83-й минуте. В мае 2011 года подписал профессиональный годовой контракт, после хорошей игры за молодёжную команду и отыграв 4 последние игры сезоне 2010/11 за основу. Покинул клуб 3 мая 2012 года, отвергнув новое предложение контракта, отыграв за основной состав 17 матчей и забив 2 гола.
В июле 2012 Ай’Энсон отправился на просмотр в клуб Сегунды «Эльче», спустя неделю он подписал контракт с клубом. Свой первый сезон Чарли провёл, выступая за вторую команду клуба в Тресере. Выйдя на поле в 25-ти матчах и забив один гол, помог клубу добиться повышения в Сегунду B.
19 августа Ай’Энсон попал в заявку на стартовый матч сезона основной команды в Ла Лиге с «Райо Вальекано», проведя матч на скамейке запасных, так и не вышел на замену. Дебютировал в Ла Лиге 5 октября 2013 года, выйдя в стартовом составе в победном матче с «Эспаньолом».
В конце июня 2014 года появилась информация, что Чарли переходит в «Реал Мурсию», но сделка сорвалась из-за того, что клуб вылетел в третий дивизион. Однако он всё-таки заключил арендное соглашение с «Алькорконом». В связи с тем что редко попадал в состав «Гончаров», 27 января 2015 года он переходит в клуб «Овьедо» до конца сезона, которому помог выиграть Сегунду B.
20 августа 2015 года Ай’Энсон разрывает свой контракт с «Эльче», и на следующий день заключает контракт с «Валенсия Месталья», выступающей в Сегунду B. Дебютировал за клуб, выйдя на замену на 73-й минуте вместо Начо Хиля, в матче против клуба «Корнелья». Свой единственный гол забил 30 апреля 2016 года в ворота «Бадалоны». 10 сентября получил красную карточку в матче с «Атлетико Сагунтино».
7 июля 2017 года Чарли подписал годичный контракт с клубом «Гранада», который только вылетел в Сегунду. Дебютировал 27 августа в матче с «Сарагосой» выйдя на замену вместо Хермана на 85-й минуте.
30 января 2018 года Ай’Энсон расторг контракт с «Гранадой» и перешёл в «Мурсию». Летом 2018 года перешёл в «Райо Махадаонда». С 5 августа 2020 года выступал за клуб «УКАМ Мурсия». 3 августа 2022 года присоединился к клубу «Сан-Себастьян-де-лос-Рейес».

## Международная карьера
Вызывался в сборную Англии С, но не выходил на полу в составе ни одного раза.

## Достижения
- Победитель Lincolnshire Senior Cup: 1 (2011/2012)
- Победитель Сегунды B: 1 (2014/2015)